# 邓伟雄
鄧偉雄（英語：Tang Wai Hung，1940年代—），香港傳媒工作者、填詞人、藝術研究學者。現為香港大學饒宗頤學術館副館長（藝術），以及廣州市饒宗頤學術藝術館館長，主要研究方向為中國畫研究。

## 事業
1968年，鄧偉雄從香港中文大學新聞系畢業後加入無綫電視，曾任燈光助手、編劇、創作主任、節目發展經理、製作副總監等職位。因無綫早期電視劇歌曲填詞人短缺，1979年被臨時分派為電視劇《刀神》填了主題曲《春雨彎刀》，自此展開填詞之路，並經常與無綫御用的作、編曲家顧嘉煇和黎小田合作，活躍於1980年代早中期，直到1990年代才淡出詞壇。鄧偉雄曾獲曾為無綫電視出任音樂製作人的填詞人黃霑傳授填詞技巧，風格亦被指與之相近，並擅寫武俠題材。
1989年，鄧偉雄離開任職21年的無綫電視，在1990年至1992年擔任澳門電視台台長。1993年至1995年任香港有線電視總經理。其後曾為一些電視台擔任顧問，到2010年才退出電視圈。
鄧偉雄亦喜愛研究近代中國書畫藝術，有專著若干，並於2003年起擔任香港大學饒宗頤學術館副館長。

## 私人生活
鄧偉雄的妻子為饒清芬，乃漢學家饒宗頤次女。

## 填詞作品
- 《春雨彎刀》（曲：顧嘉煇、唱：甄妮）
- 《鱷魚潭》（曲：顧嘉煇、唱：甄妮）
- 《愛情賭注》（曲：顧嘉煇、唱：甄妮）
- 《鐵血丹心》（曲：顧嘉煇、唱：羅文、甄妮）
- 《絕代雙驕》（曲：顧嘉煇、唱：羅文）
- 《豪俠》（與薛志雄合填，曲：王福齡、唱：羅文）
- 《名劍風流》（曲：顧嘉煇、唱：羅文）
- 《魔影迷離》（曲：顧嘉煇、唱：羅文）
- 《志在四方》（曲：顧嘉煇、唱：羅文）
- 《風雨晴》（曲：顧嘉煇、唱：羅文）
- 《荊途》（曲：顧嘉煇、唱：羅文）
- 《十三太保》（曲：顧嘉煇、唱：羅文）
- 《魔域桃源》（曲：顧嘉煇、唱：羅文）
- 《笑踏河山》（曲：黎小田、唱：羅文）
- 《劍膽柔情》（曲：黎小田、唱：羅文、汪明荃）
- 《成敗也不問》（曲：黎小田、唱：羅文）
- 《雙驕情難捨》（曲：顧嘉煇、唱：汪明荃）
- 《京華春夢》（曲：顧嘉煇、唱：汪明荃）
- 《輕舟情萬縷》（曲：顧嘉煇、唱：汪明荃）
- 《只記舊情重》（曲：顧嘉煇、唱：汪明荃）
- 《我的他 阿龍》（曲：顧嘉煇、唱：汪明荃）
- 《萬水千山總是情》（曲：顧嘉煇、唱：汪明荃）
- 《一生幾多情份》（曲：顧嘉煇、唱：汪明荃）
- 《郎歸晚》（曲：顧嘉煇、唱：汪明荃）
- 《相思向誰賣》（曲：顧嘉煇、唱：汪明荃）
- 《秋風秋雨》（曲：顧嘉煇、唱：汪明荃）
- 《無愧少年時》（曲：顧嘉煇、唱：汪明荃）
- 《劍舞》（曲：顧嘉煇、唱：汪明荃）
- 《情到濃時休說癡》（曲：趙文海、唱：汪明荃）
- 《楚留香》（與黃霑合填，曲：顧嘉煇、唱：鄭少秋）
- 《留香恨》（曲：顧嘉煇、唱：鄭少秋）
- 《飛鷹》（曲：顧嘉煇、唱：鄭少秋）
- 《心内情抛不去》（曲：顧嘉煇、唱：鄭少秋）
- 《福星高照》（曲：顧嘉煇、唱：鄭少秋）
- 《夾心人》（曲：顧嘉煇、唱：鄭少秋）
- 《光照萬世》（曲：顧嘉煇、唱：鄭少秋）
- 《隨風而逝》（曲：顧嘉煇、唱：鄭少秋）
- 《網中人》（曲：顧嘉煇、唱：張德蘭）
- 《何日再相見》（曲：顧嘉煇、唱：張德蘭）
- 《情義倆心堅》（曲：顧嘉煇、唱：張德蘭）
- 《留住今日情》（曲：顧嘉煇、唱：張德蘭）
- 《愛的短箭》（曲：顧嘉煇、唱：張德蘭）
- 《情苦惱》（曲：顧嘉煇、唱：張德蘭）
- 《情濃恨更濃》（曲：廣東小調、唱：張德蘭）
- 《覓知音》（曲：廣告小調、唱：張德蘭）
- 《黑白難辨》（曲：顧嘉煇、唱：張德蘭）
- 《萬語千言》（曲：顧嘉煇、唱：張德蘭）
- 《風雨人生》（曲：顧嘉煇、唱：張德蘭）
- 《細雨洗青山》（曲：鍾肇峰、唱：葉麗儀）
- 《怨歌行》（曲：顧嘉煇、唱：葉麗儀）
- 《成敗不必理會》（曲：黎小田、唱：葉麗儀）
- 《何必再見》（曲：王正宇、唱：葉麗儀）
- 《風霜伴我行》（曲：顧嘉煇、唱：鄧麗君）
- 《小樓聽雨》（曲：遠藤實、唱：薰妮）
- 《明天世界不會變》（曲：佚名、唱：薰妮）
- 《歡樂群英》（曲：顧嘉煇、唱：盧海鵬）
- 《孤雁》（曲：顧嘉煇、唱：關菊英）
- 《過客》（曲：顧嘉煇、唱：關菊英）
- 《為我獻上心韻》（與黃霑、鄭國江合填，曲：顧嘉煇及許冠傑、唱：關菊英）
- 《佛山贊先生》（曲：顧嘉煇、唱：李龍基）
- 《情謎》（曲：顧嘉煇、唱：李龍基）
- 《如來神掌》（曲：顧嘉煇、唱：李龍基）
- 《豹子膽》（曲：顧嘉煇、唱：李龍基）
- 《英雄出少年》（曲：顧嘉煇、唱：關正傑）
- 《情是無奈》（曲：黎小田、唱：關正傑）
- 《痴情劫》（曲：波爾·瑪麗亞、唱：雷安娜）
- 《天降財神》（曲：顧嘉煇、唱：譚詠麟）
- 《楚河漢界》（曲：顧嘉煇、唱：譚詠麟）
- 《再見十九歲》（曲：黎小田、唱：陳美齡）
- 《真愛是尋覓得到》（曲：顧嘉煇、唱：葉德嫻）
- 《拋開往日事》（曲：翁家齊、唱：陳潔靈）
- 《何必多苦惱》（曲：顧嘉煇、唱：陳潔靈）
- 《無冕天使》（曲：顧嘉煇、唱：陳潔靈）
- 《決戰》（與薛志雄合填，曲：黎小田、唱：葉振棠）
- 《笑傲江湖》（曲：顧嘉煇、唱：葉振棠、葉麗儀）
- 《江湖行》（曲：顧嘉煇、唱：葉振棠）
- 《龍的心》（曲：黎小田、唱：葉振棠）
- 《情在風中》（曲：黎小田、唱：葉振棠、莫艷儀）
- 《我走我路》（曲：黎小田、唱：張國榮）
- 《心中只有你》（曲：黎小田、唱：張國榮、關菊英）
- 《浮生若夢》（曲：黎小田、唱：張國榮）
- 《勇者無敵》（曲：顧嘉煇、唱：張國榮）
- 《黃金約會》（曲：顧嘉煇、唱：麥潔文）
- 《劍影淚痕》（曲：顧嘉煇、唱：麥潔文）
- 《江湖浪子》（曲：顧嘉煇、唱：麥潔文）
- 《偏偏惹恨愛》（曲：顧嘉煇、唱：麥潔文）
- 《難忘的你》（曲：顧嘉煇、唱：麥潔文）
- 《愛的尋覓》（曲：顧嘉煇、唱：麥潔文）
- 《說出你的愛》（曲：顧嘉煇、唱：麥潔文）
- 《變幻是緣份》（曲：顧嘉煇、唱：鍾鎮濤）
- 《追憶》（曲：顧嘉煇、唱：鍾鎮濤）
- 《編織美夢》（曲：顧嘉煇、唱：鍾鎮濤）
- 《再共舞》（曲：黎小田、唱：梅艷芳）
- 《飛躍舞台》（曲：黎小田、唱：梅艷芳）
- 《寂寞的心》（曲：黎小田、唱：梅艷芳）
- 《他令我改變》（曲：黎小田、唱：梅艷芳）
- 《歌衫淚影》（曲：黎小田、唱：梅艷芳）
- 《紗籠女郎》（曲：趙文海、唱：梅艷芳）
- 《一點相思》（曲：黎小田、唱：梅艷芳）
- 《舊歡如夢》（曲：黎小田、唱：梅艷芳）
- 《覓愛重重》（曲：黎小田、唱：梅艷芳）
- 《多少柔情》（曲：黎小田、唱：梅艷芳）
- 《倆心未變》（曲：黎小田、唱：梅艷芳）
- 《愁思逐水流》（曲：黎小田、唱：梅艷芳）
- 《碧波萬里情》（曲：黎小田、唱：梅艷芳）
- 《勇者無懼》（曲：顧嘉煇、唱：張明敏）
- 《包青天》（曲：顧嘉煇、唱：張明敏）
- 《一縷情》（曲：顧嘉煇、唱：李麗蕊）
- 《愛神的指引》（曲：黎小田、唱：蔣麗萍）
- 《堤岸情歌》（曲：黎小田、唱：景黛音）
- 《情冷情熱》（曲：顧嘉煇、唱：蔡楓華、陳秀雯）
- 《浪跡天涯》（曲：顧嘉煇、唱：蔡楓華）
- 《普渡眾生》（曲：顧嘉煇、唱：陳秀雯）
- 《頂天立地》（曲：顧嘉煇、唱：鮑翠薇）
- 《在這一刻裡》（曲：顧嘉煇、唱：鮑翠薇）
- 《兩地情》（曲：顧嘉煇、唱：鮑翠薇）
- 《情心深處》（曲：顧嘉煇、唱：鮑翠薇）
- 《中四丁班》（曲：黎小田、唱：羅明珠）
- 《楚歌》（曲：顧嘉煇、唱：張學友）
- 《霸王别姬》（曲：顧嘉煇、唱：張學友、夏妙然）
- 《祇有情永在》（曲：顧嘉煇、唱：張學友、鄺美雲）
- 《清風》（曲：顧嘉煇、唱：張學友）
- 《新紮師兄》（曲：黎小田、唱：梁朝偉）
- 《孤獨不再怕》（曲：黎小田、唱：梁朝偉、呂方）
- 《開心每一分秒》（曲：黎小田、唱：呂方）
- 《迷離》（曲：顧嘉煇、唱：葉蒨文）
- 《情若流水》（曲：顧嘉煇、唱：鄧麗盈）
- 《拆檔拍檔》（曲：顧嘉煇、唱：彭健新）
- 《風雪前塵》（曲：顧嘉煇、唱：溫兆倫）
- 《萬里行》（曲：顧嘉煇、唱：溫兆倫）
- 《命運》（曲：顧嘉煇、唱：鄺美雲）
- 《小島風雲》（曲：顧嘉煇、唱：鄺美雲）
- 《醉》（曲：顧嘉煇、唱：鄺美雲）
- 《奇門遁甲》（曲：黎小田、唱：夏韶聲）
- 《再不要問》（曲：黎小田、唱：夏韶聲、鄧麗盈）
- 《翡翠戀曲》（曲：楊奇昌、唱：高紅玫）

## 影視作品（無綫電視）
- 1971 雙星報喜 編劇
- 1973 七十三 編劇兼編審
- 1976 狂潮 編審
- 1980 一劍天涯 編審
- 1981 情謎 編審
- 1981 威水世家 編審
- 1981 鱷魚潭 監製
- 1981 香港八一 創作主任兼編劇
- 1982 香港八二 編審
- 1988 靈幻天師 監製
- 1988 天堂血路 監製
- 1988 勇闖毒龍潭 監製
- 1988 諜血黃埔灘 監製
- 1989 劍客與靈童 監製
- 1989 陰陽界 監製
- 1989 魔債 監製

## 著作
- 《大話西遊》，香港：博益出版集團，1983。
- 《香港地語錄》，香港：博益出版集團，1984。
- 《齊白石畫傳》，香港：博益出版集團，1984。
- 《香港藝術家對話錄》，香港：天地圖書有限公司，1999。
- 《丁衍庸筆下萬象》，香港：港澳發展有限公司，2001。
- 《饒荷盛放：饒荷的形成與發展》，香港：香港大學饒宗頤學術館，2014。
- 《香江情懷：饒宗頤教授筆下的香港風光》，香港：中華書局（香港）有限公司，2015。
- 《筆底造化：饒宗頤教授繪畫研究》，香港：中華書局（香港）有限公司，2015。
- 《通會意境：饒宗頤教授書法研究》，香港：中華書局（香港）有限公司，2016。
- Essential Terms of Chinese Painting，與鄭寶璇、蔡南和合著，香港：香港城市大學出版社，2018。